# Alaska (roman)
Pour les articles homonymes, voir Alaska (homonymie).
Alaska est un roman historique de l'écrivain américain James A. Michener paru en 1988.